# 3-я сапёрная бригада
3-я сапёрная бригада — формирование (соединение, сапёрная бригада) инженерных войск РККА Вооружённых сил Союза ССР, во время Великой Отечественной войны.
Сокращённое действительное наименование — 3 сапбр. В действующей армии с 16 марта по 5 декабря 1942 года. 5 декабря 1942 года переформирована в 1-ю инженерно-минную бригаду (1 имбр).

## История
Бригада сформирована 27 октября 1941 года в Череповце, где вошла в состав 2-й сапёрной армии, до марта 1942 года находилась на строительстве тыловых оборонительных рубежей, в частности по реке Шексне 
В середине марта сапёрная бригада поступила на Волховский фронт, занималась строительством фортификационных сооружений, устройством противопехотных и противотанковых заграждений в районе прорыва 2-й ударной армии, в частности у Спасской Полисти, Селищенского посёлка, Трегубово, прокладывала рокадную дорогу на восточном берегу Волхова и подъездные пути к переправам, в том числе, обеспечивала дорогами выход 2-й ударной из окружения, сооружала пристани. В апреле 1942 года из личного состава бригады были сформированы 32-й, 34-й и 36-й понтонно-мостовые батальоны. и в конце апреля занята на строительстве наплавного моста через Волхов. Батальоны из состава бригады также привлекались к лесозаготовкам и работали на лесоперерабатывающих предприятиях.
С конца августа 1942 года принимает участие в Синявинской наступательной операции, прокладывает дороги для наступающих (затем отступающих) советских войск, частично попадает в окружение.
5 декабря 1942 года переформирована в 1-ю инженерно-минную бригаду.

## Боевой состав
- управление;
- 1239, 1240, 1241, 1242, 1243, 1244, 1245, 1246, 1247, 1248, 1249, 1250, 1251, 1252, 1253, 1254, 1255, 1256 сапёрные батальоны

## В составе
Бригада до передачи в действующую армию подчинялась командованию 2-й сапёрной армии (Архангельский военный округ), после передачи всё время своего существования находилась в непосредственном подчинении Волховского фронта (с 21 апреля по 9 июня 1942 года в подчинении Волховской группы войск Ленинградского фронта).

## Командиры
- военинженер 2-го ранга Вайнштейн Леонид Маркович (1909 — 1943)[4]
- полковник Булахов Глеб Александрович (1909 — 1972)[5]